# Campylocentrum hirtellum
Campylocentrum hirtellum  é uma espécie de orquídea, família Orchidaceae, originária do Brasil. Trata-se de planta epífita, monopodial, com caule e folhas rudimentares, cujas inflorescências brotam diretamente de um nódulo na base de suas raízes aéreas. As flores são minúsculas, de sépalas e pétalas livres, e nectário na parte de trás do labelo. Pertence ao grupo de espécies de Campylocentrum que não têm folhas nem caules aparentes.

## Publicação e histórico
- Campylocentrum hirtellum Cogn. in C.F.P.von Martius & auct. suc. (eds.), Fl. Bras. 3(6): 521 (1906).

Congniaux descreveu e publicou esta espécie em 1906, ao descrever uma planta encontrada em Teresópolis, no Rio de Janeiro. A planta floresceu no mês de fevereiro. Distingue-se das outras espécies deste grupo por apresentar flores de segmentos muito mais estreitos; labelo claramente trilobulado e mais acuminado; nectário em ângulo reto e estreito na base e ápice e poucas inflorescências. Apesar de sua descrição ter sido feita com base em uma planta encontrada no estado do Rio de Janeiro, estranhamente, Guido Pabst citada esta espécie apenas para os estados de Santa Catarina e Amazonas, no quê é seguido pelo Jardim Botânico do Rio de Janeiro..